# Administracja Dóbr Stolicy Apostolskiej
Administracja Dóbr Stolicy Apostolskiej (łac. Administratio Patrimonii Sedis Apostolicae) – jako aparat administracyjny wchodzi w skład Kurii Rzymskiej działającej w Watykanie. Prefektura jest odpowiedzialna za administrowanie dóbr, sprawy ekonomiczne i zarządzanie majątkiem ruchomym i nieruchomościami Stolicy Apostolskiej (Praedicate Evangelium, 219). Na mocy decyzji papieża Franciszka urząd ten jest bankiem centralnym Watykanu.

## Historia
Prefekturę utworzył papież Paweł VI 15 sierpnia 1967 na mocy konstytucji apostolskiej Regimini Ecclesiae Universae. Następnie na mocy konstytucji Pastor Bonus w 1988 Jan Paweł II zmienił kompetencje urzędu administracji. 27 września 2007 papież Benedykt XVI włączył do Administracji Dóbr Stolicy Apostolskiej kompetencje zlikwidowanego urzędu Peregrinatio ad Petri Sedem. Urząd został jednak przywrócony 23 stycznia 2013.

## Obecny zarząd Administracji
- Przewodniczący: abp Giordano Piccinotti (od 2 X 2023)
- Sekretarz: dr Fabio Gasperini(inne języki)[2] (od 15 VI 2020)
- Podsekretarz: s. Silvana Piro(inne języki) FMGB[3] (od 14 X 2023)
- Dyrektor Kontroli Zarządczej: dr Stefano Fralleoni[4] (od 13 II 2017)

## Dotychczasowy zarząd Administracji Dóbr

### Przewodniczący
- 1968–1969: kard. Amleto Giovanni Cicognani
- 1969–1979: kard. Jean-Marie Villot
- 1979–1981: kard. Giuseppe Caprio
  - wiceprzewodniczący (1979)
- 1981–1989: kard. Agostino Casaroli
- 1989–1995: kard. Rosalio José Castillo Lara SDB
- 1995–1998: kard. Lorenzo Antonetti
  - wiceprzewodniczący (1995–1998)
- 1998–2002: kard. Agostino Cacciavillan
- 2002–2011: kard. Attilio Nicora
- 2011–2018: kard. Domenico Calcagno
- 2018–2023: bp Nunzio Galantino
- od 2023: abp Giordano Piccinotti

### Sekretarze
- 1968: kard. Sergio Guerri
  - prosekretarz generalny (1948–1968)
- 1969–1977: kard. Giuseppe Caprio
- 1977–1988: kard. Lorenzo Antonetti
- 1988–1995: kard. Giovanni Lajolo
- 1995–2007: abp Claudio Maria Celli
- 2007–2011: kard. Domenico Calcagno
- 2011–2015: ks. Luigi Mistò
- 2015–2020: ks. Mauro Rivella
- od 2020: dr Fabio Gasperini